# Schubertplatz (Quedlinburg)

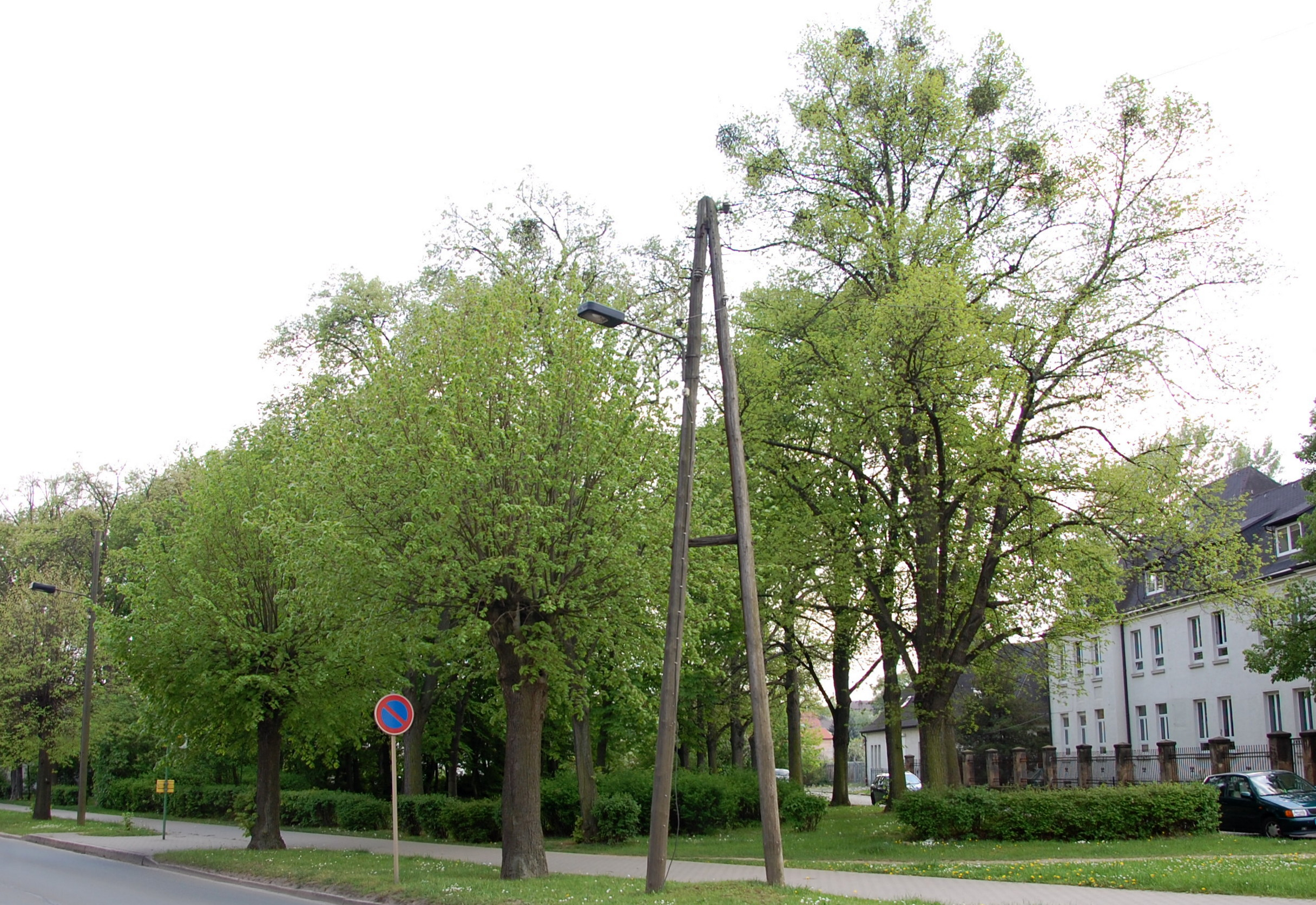
Schubertplatz

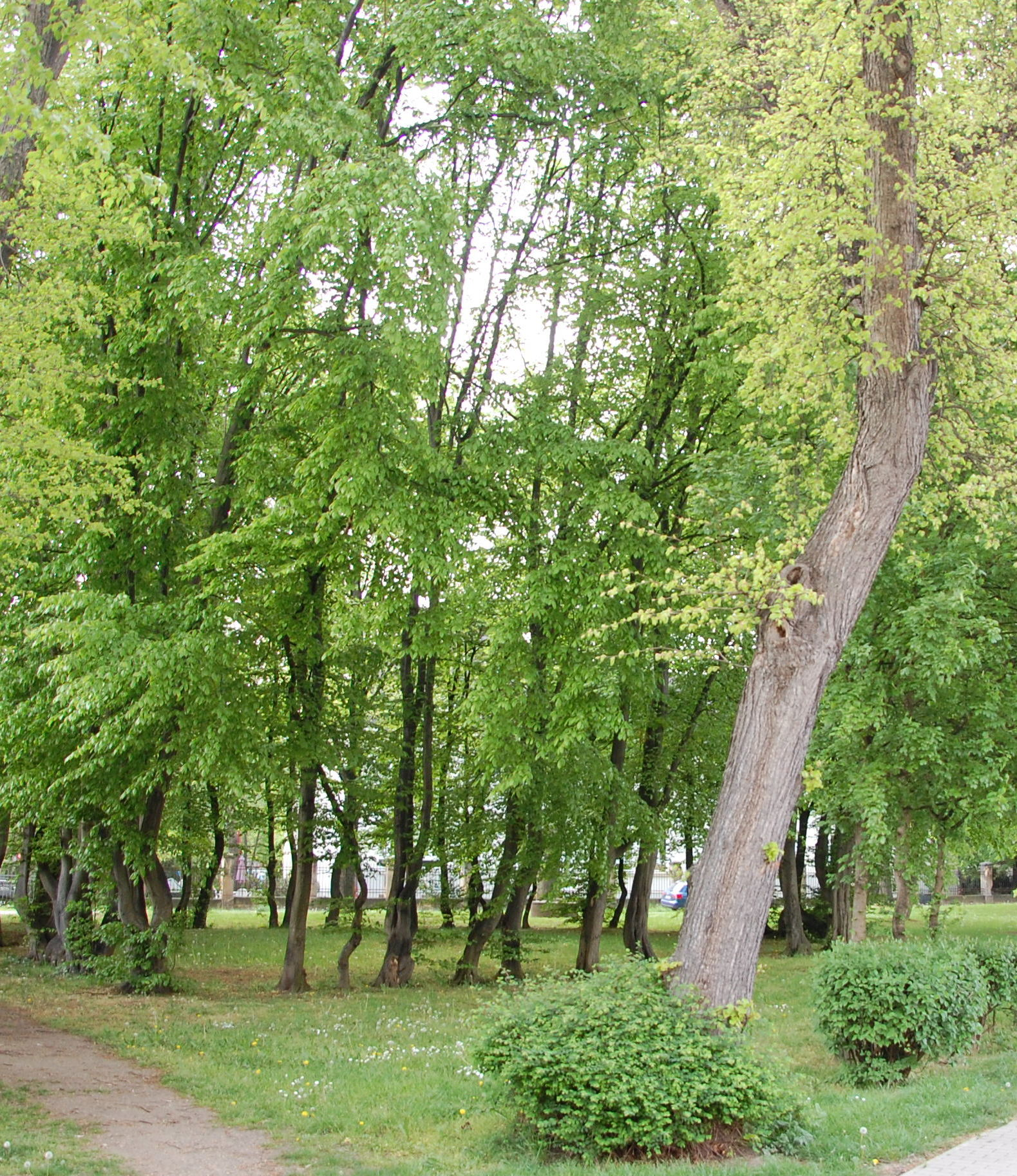
Baumanger

Der Schubertplatz ist ein ehemals denkmalgeschützter Platz in der Stadt Quedlinburg in Sachsen-Anhalt.

## Lage
Er befindet sich westlich der historischen Quedlinburger Altstadt und wird von der Schillerstraße und der Lazarettstraße begrenzt. Westlich befindet sich das Krankenhaus Taubenbreite. Der Platz war im Quedlinburger Denkmalverzeichnis eingetragen und wurde dort als Schmuckplatz bezeichnet.

## Architektur und Geschichte
Der Platz verfügt über eine dreieckige Grundfläche und entstand in der Zeit um 1920. An den Längsseiten sind Baumreihen gepflanzt. Auf dem Platz befindet sich ein quadratischer, aus Buchen gebildeter Baumanger. In dessen Mitte befand sich in der Vergangenheit eine Eiche, von der jedoch nur ein Baumstumpf erhalten ist.
Während der Schubertplatz im Jahr 1998 noch als Kulturdenkmal ausgewiesen war, wurde er spätestens ab dem Jahr 2015 nicht mehr im Denkmalverzeichnis geführt.